# Molgula kerguelenensis
Molgula kerguelenensis is een zakpijpensoort uit de familie van de Molgulidae. De wetenschappelijke naam van de soort is voor het eerst geldig gepubliceerd in 1954 door Kott.